# 明石市立和坂小学校
明石市立和坂小学校（あかししりつ わさかしょうがっこう）は、兵庫県明石市和坂にある公立小学校である。2022年度（令和4年度）現在の児童数は 334名となっている。

## 沿革
- 1984年（昭和59年）4月1日 - 明石市立和坂小学校創立。

## 通学区域
明石市教育委員会の通学区域を参照。

## 進路状況
ほとんどの児童は明石市立野々池中学校へ進学するが、国私立中学校へ進学する児童もいる。

## 通学区域が隣接している学校
- 明石市立鳥羽小学校
- 明石市立花園小学校
- 明石市立王子小学校
- 神戸市立枝吉小学校